# STS-131
إس تي إس-131 (بالإنجليزية: STS-131)‏ الرحلة الحادية والثلاثون بعد المائة ضمن برنامج مكوك الفضاء لوكالة ناسا، والرحلة الثامنة والثلاثون على متن مكوك الفضاء ديسكفري، انطلقت الرحلة في 5 أبريل سنة 2010 من مركز كينيدي للفضاء ، وهبطت بتاريخ 20 أبريل في مركز كينيدي أيضاً، بعد خمسة عشر يوماً وساعتين مكثتها الرحلة في الفضاء، تم خلال الرحلة الرسو على محطة الفضاء الدولية وتزويدها بامدادات ومعدات، بلغ عدد الرواد المشاركين في الرحلة سبعة رواد من بينهم ثلاثة إناث.